# بوب ماير (لاعب كرة قاعدة)
بوب ماير (بالإنجليزية: Bob Maier)‏ هو لاعب كرة قاعدة أمريكي، ولد في 5 سبتمبر 1915 في دونيلين في الولايات المتحدة، وتوفي في 4 أغسطس 1993 في ساوث بلينفيلد في الولايات المتحدة.

## وصلات خارجية
- بوب ماير (لاعب كرة قاعدة) على موقع جمعية أبحاث البيسبول الأمريكية (الإنجليزية)